# Oliver Miller
Oliver J. Miller (Fort Worth, 6 aprile 1970 – 12 marzo 2025) è stato un cestista statunitense, professionista nella NBA, in Grecia e in Polonia.
È considerato il giocatore più pesante ad aver giocato nella NBA, raggiungendo a fine carriera i 170 kg.

## Carriera
È stato selezionato dai Phoenix Suns al primo giro del Draft NBA 1992 (22ª scelta assoluta).

## Statistiche

### College
| Anno      | Squadra         | PG  | PT | MP   | TC%  | 3P%  | TL%  | RP  | AP  | PRP | SP  | PP   |
| --------- | --------------- | --- | -- | ---- | ---- | ---- | ---- | --- | --- | --- | --- | ---- |
| 1988-1989 | Ark. Razorbacks | 30  | 8  | 20,0 | 54,7 | 33,3 | 64,1 | 3,7 | 1,4 | 0,7 | 2,0 | 7,7  |
| 1989-1990 | Ark. Razorbacks | 35  | 13 | 21,6 | 63,9 | 0,0  | 65,2 | 6,3 | 1,4 | 1,2 | 2,4 | 11,1 |
| 1990-1991 | Ark. Razorbacks | 38  | 35 | 24,5 | 70,4 | 33,3 | 64,4 | 7,7 | 2,7 | 1,4 | 2,9 | 15,7 |
| 1991-1992 | Ark. Razorbacks | 34  | 30 | 28,1 | 60,2 | 0,0  | 64,7 | 7,7 | 3,0 | 1,1 | 2,6 | 13,5 |
| Carriera  | Carriera        | 137 | 86 | 23,7 | 63,6 | 16,7 | 64,6 | 6,5 | 2,2 | 1,1 | 2,5 | 12,2 |

### NBA

#### Regular season
| Anno      | Squadra            | PG  | PT  | MP   | TC%  | 3P%  | TL%  | RP  | AP  | PRP | SP  | PP   |
| --------- | ------------------ | --- | --- | ---- | ---- | ---- | ---- | --- | --- | --- | --- | ---- |
| 1992-1993 | Phoenix Suns       | 56  | 1   | 19,1 | 47,5 | 0,0  | 71,0 | 4,9 | 2,1 | 0,7 | 1,8 | 5,6  |
| 1993-1994 | Phoenix Suns       | 69  | 30  | 25,9 | 60,9 | 22,2 | 58,4 | 6,9 | 3,5 | 1,2 | 2,3 | 9,2  |
| 1994-1995 | Detroit Pistons    | 64  | 22  | 24,3 | 55,5 | 23,1 | 62,9 | 7,4 | 1,5 | 0,9 | 1,8 | 8,5  |
| 1995-1996 | Toronto Raptors    | 76  | 72  | 33,1 | 52,6 | 0,0  | 66,1 | 7,4 | 2,9 | 1,4 | 1,9 | 12,9 |
| 1996-1997 | Dallas Mavericks   | 42  | 0   | 19,9 | 49,4 | 0,0  | 52,8 | 5,5 | 1,4 | 0,8 | 1,2 | 4,3  |
| 1996-1997 | Toronto Raptors    | 19  | 8   | 16,6 | 56,0 | 0,0  | 76,9 | 3,8 | 1,5 | 0,7 | 0,7 | 6,0  |
| 1997-1998 | Toronto Raptors    | 64  | 53  | 25,4 | 46,1 | 0,0  | 60,4 | 6,3 | 3,1 | 0,9 | 1,1 | 6,3  |
| 1998-1999 | Sacramento Kings   | 4   | 0   | 8,8  | 45,5 | -    | -    | 2,0 | 0,0 | 0,0 | 0,5 | 2,5  |
| 1999-2000 | Phoenix Suns       | 51  | 9   | 21,3 | 58,8 | -    | 67,1 | 5,1 | 1,3 | 0,8 | 1,6 | 6,3  |
| 2003-2004 | Minnesota T'wolves | 48  | 1   | 10,5 | 53,0 | 0,0  | 65,2 | 2,7 | 0,8 | 0,4 | 0,5 | 2,5  |
| Carriera  | Carriera           | 493 | 196 | 23,0 | 53,4 | 11,6 | 63,9 | 5,9 | 2,2 | 0,9 | 1,5 | 7,4  |

#### Play-off
| Anno     | Squadra            | PG | PT | MP   | TC%  | 3P% | TL%  | RP  | AP  | PRP | SP  | PP  |
| -------- | ------------------ | -- | -- | ---- | ---- | --- | ---- | --- | --- | --- | --- | --- |
| 1993     | Phoenix Suns       | 24 | 0  | 21,4 | 58,7 | 0,0 | 56,4 | 5,2 | 2,1 | 0,9 | 2,5 | 7,2 |
| 1994     | Phoenix Suns       | 10 | 4  | 14,6 | 59,3 | -   | 42,9 | 4,4 | 1,3 | 0,6 | 1,2 | 3,5 |
| 2000     | Phoenix Suns       | 7  | 0  | 5,3  | 22,2 | 0,0 | 50,0 | 1,1 | 0,1 | 0,0 | 0,3 | 0,9 |
| 2004     | Minnesota T'wolves | 8  | 0  | 3,9  | 25,0 | -   | 50,0 | 0,6 | 0,1 | 0,0 | 0,4 | 0,4 |
| Carriera | Carriera           | 49 | 4  | 14,8 | 55,9 | 0,0 | 54,4 | 3,7 | 1,3 | 0,6 | 1,6 | 4,4 |

## Palmarès
- All-USBL Second Team (2002)
- Miglior stoppatore USBL (2002)
- All-CBA Second Team (2003)
- Miglior stoppatore CBA (2003)